# Gyna fourcarti
Gyna fourcarti es una especie de cucaracha del género Gyna, familia Blaberidae.

## Distribución
Esta especie se encuentra en Gabón.